# Deurle
Deurle ist ein Ortsteil der belgischen Gemeinde Sint-Martens-Latem in der Provinz Ostflandern, der bis zur Eingemeindung 1977 eine eigenständige Gemeinde bildete. Deurle wird häufig als „Künstlerdorf“ bezeichnet, da sich zu Beginn des 20. Jahrhunderts viele bedeutende Kunstschaffende des belgischen Luminismus hier ansiedelten. Nach dem Ersten Weltkrieg folgte eine weitere Künstlergeneration, die sich dem Expressionismus verschrieben hatte.

## Geografie

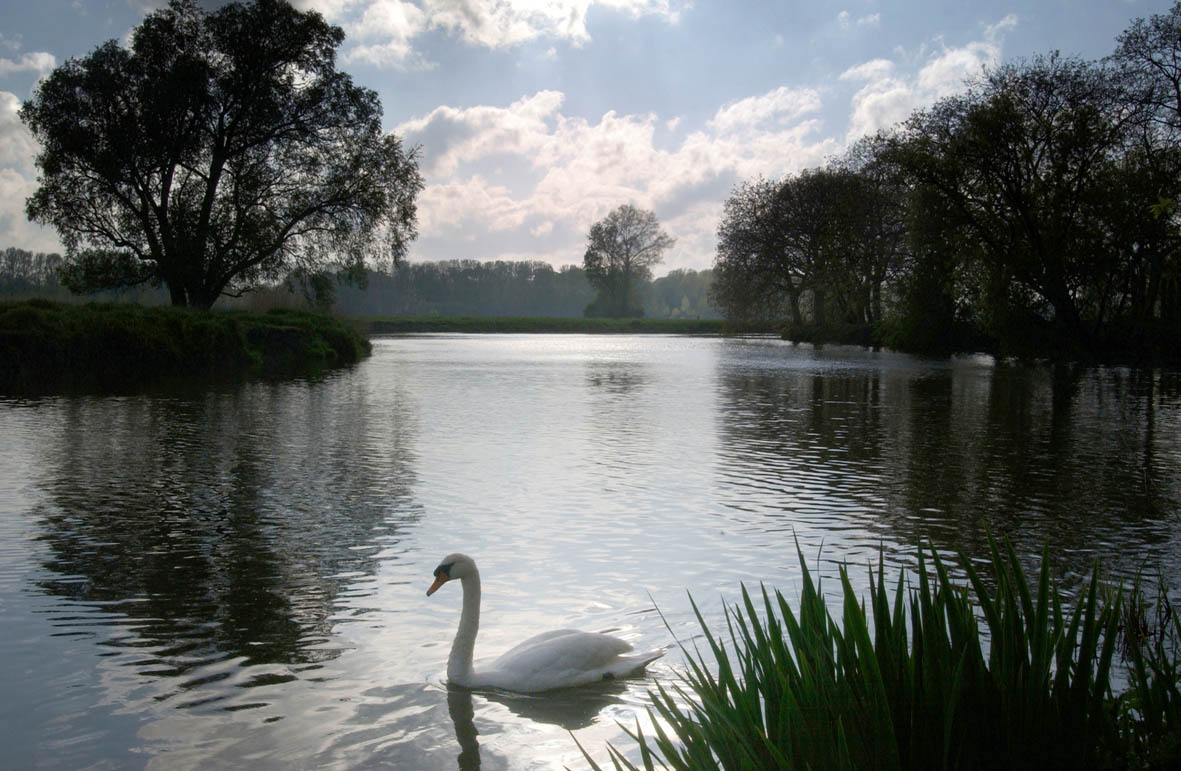
Ansicht der Leie auf der Höhe von Deurle

Deurle liegt im südlichen Einzugsgebiet von Belgiens zweitgrößter Stadt Gent. Im Nordosten grenzt sie an das ursprüngliche Gebiet von Sint-Martens-Latem. Die südöstliche Grenze wird durch die Leie definiert, auf deren anderem Ufer die Gemeinde Deinze angrenzt. Im Süden grenzt Deurle an die Gemeinde Nazareth. Durch den Ortsteil verläuft der Gewestweg (eine Schnellstraße im Zuständigkeitsbereich der Region Flandern) N43, welcher Gent mit dem französischen Tourcoing verbindet.
Deurle liegt in der geografischen Region Zandig Vlaanderen, deren sandige Lehmböden besonders fruchtbar sind. Dies ermöglichte die historisch wichtige Blumenzucht im Umland von Gent, die auch in Deurle Fuß fasste.

## Geschichte

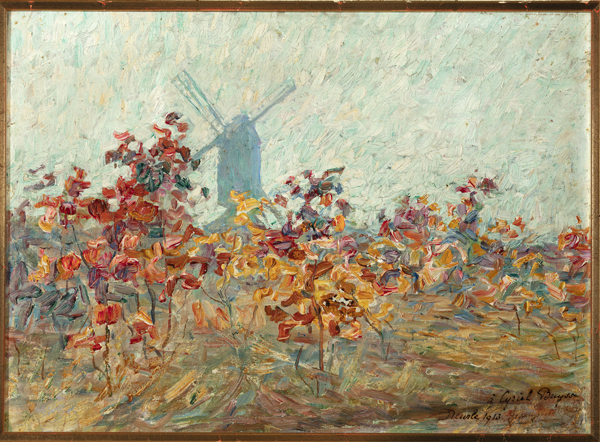
Gemälde von Jenny Montigny mit der Deurlemolen im Hintergrund. (1913)

Archäologische Funde zeigen, dass das Gebiet von Deurle bereits zur Jungsteinzeit bewohnt war. Des Weiteren konnten römische Münzen und Waffen gefunden werden.
Im Laufe der Jahrhunderte kam es mehrfach zu Verwüstungen durch französische Truppen, darunter 1708 während der Belagerung von Gent im Zuge des Spanischen Erbfolgekrieges. Bis Mitte des 20. Jahrhunderts blieb Deurle eine landwirtschaftlich geprägte Gemeinde ohne industrielle Anlagen. Am 2. November 1918, neun Tage vor der Unterzeichnung des Waffenstillstands von Compiègne, sprengten einige Deutsche die 1592 erbaute Deurlemolen, eine Getreidemühle.
Nach dem Zweiten Weltkrieg bekam die Gemeinde zunehmend den Charakter einer Wohnsiedlung, die vor allem durch ihre idyllische Natur attraktiv für Zuzügler war und ist.

## Kultur und Sehenswürdigkeiten
1883 zog der belgische Impressionist Emile Claus in das nahegelegene Astene und gab in der folgenden Zeit Malunterricht. Einige seiner Schüler und Schülerinnen ließen sich in Deurle nieder, darunter Jenny Montigny und Gustave de Smet. Während des Exils in der Zeit des Ersten Weltkrieges kam de Smet mit dem Expressionismus in Kontakt und brachte diesen nach seiner Rückkehr mit nach Deurle. Constant Permeke, ein Freund von de Smet und selber von 1909 bis 1912 in Deurle ansässig, schuf 1943 dessen Grabstein. Ebenfalls in Deurle wohnhaft war der Schriftsteller Cyriel Buysse, der dort den Roman Zomerleven verfasste.
Von der künstlerischen Vergangenheit zeugen heute das Museum Dhondt-Dhaenens, das Museum Leon De Smet und das Gemeentelijk Museum Gust De Smet, welches in dem ehemaligen Wohnhaus des Künstlers untergebracht ist. Ebenfalls zu beachten ist die neoromanische Sint-Aldegondiskerk (St. Aldegundiskirche), auf deren angrenzendem Friedhof viele der Kunstschaffenden begraben liegen. An der Mauer des Pfarrgartens befindet sich ein Gedicht des hier ansässigen Dichters Eddy Vaernewijck.

## Persönlichkeiten

### Mit Deurle verbunden
- Piet Bekaert (1929–2000), Künstler
- Xavier De Cock (1818–1896), Künstler
- Luc-Peter Crombé (1920–2005), Künstler
- Gustave de Smet (1877–1943), Künstler
- Léon de Smet (1881–1966), Künstler
- Jenny Montigny (1875–1937), Künstlerin
- Jef Wauters (1937–2013), Künstler